# Devesos
Devesos (llamada oficialmente San Sebastián de Devesos) es una parroquia española del municipio de Ortigueira, en la provincia de La Coruña, Galicia.

## Entidades de población
Entidades de población que forman parte de la parroquia:
- A Cabana
- A Casanova
- A Fieira de Riba (A Fieira de Arriba)
- A Fieira do Medio
- A Gaiva
- A Galiñeira
- A Picheira
- A Torre
- As Bouzas
- As Cabanas
- As Cruces
- As Forcadas
- A Venta (A Venda)
- Bostelo (Bustelo)
- Carrachal (O Carrachal)
- Cortiñas (As Cortiñas)
- Espilla
- Gocende de Riba (Gocende de Arriba)
- Mexadeiro (O Mexadeiro)
- Monteagudo
- O Acibeiro (O Aciveiro)
- O Barral
- O Cabradoiro
- O Casón
- O Castro
- O Chao Cativo
- O Coto de Baixo (O Coto de Abaixo)
- O Coto de Riba (O Coto de Arriba)
- O Cotón
- O Couce
- O Couce das Taugas
- O Cristo
- O Igrexario
- O Latidal de Baixo (O Latidal de Abaixo)
- O Latidal de Riba (O Latidal de Arriba)
- O Lombao
- O Lombo do Coitelo
- O Pegueiro
- O Río
- O Teixeiro
- O Tesouro
- O Vilar
- Os Calvarios
- Os Dextros (Os Destros)
- Paufito
- Pedre
- Penavide
- Pontellas
- Reboredo
- Rodela
- Sibil
- Solores

## Despoblados
- A Cruz do Coto
- A Dorna
- A Fieira de Baixo (A Fieira de Abaixo)
- Altamira
- A Serra
- Chao do Souto
- Gavián (Gabián). En el INE aparece como O Gavián.
- Gocende de Baixo (Gocende de Abaixo)
- Hervellaqueira (Ervellaqueira). En el INE aparece como A Hervellaqueira.
- O Barcón
- O Camiño Grande
- O Carballal
- O Cotorelo
- O Couce Mosquento
- O Malló
- O Rego
- Os Carballás
- Os Carrís
- Portas
- Seixidal
- Tras da Fonte
- Xambón

## Demografía
| Gráfica de evolución demográfica de Devesos entre 2000 y 2019 |
|                                                               |
| Datos según el nomenclátor publicado por el INE.              |